# Água Branca (Piauí)
Água Branca es un municipio brasileño del estado de Piauí. Se localiza en la microrregión de Medio Parnaíba Piauiense, mesorregião do Centro-Norte de Piauí. El municipio tiene 16.518 habitantes y una superficie de 97,039 km². Fue creado por ley estatal Nº 979, del 30 de abril de 1954. 
Considerada la capital económica de la región, el comercio es su principal actividad ecomómica. Destaca por su carnaval. 